# Pecan Hill
Pecan Hill – miasto w Stanach Zjednoczonych, w stanie Teksas, w hrabstwie Ellis.